# Лінніх
Лінніх (нім. Linnich) — місто в Німеччині, знаходиться в землі Північний Рейн-Вестфалія. Підпорядковується адміністративному округу Кельн. Входить до складу району Дюрен.
Площа — 65,46 км2. Населення становить 12 697 ос. (станом на 31 грудня 2020).